# Генеалогія моралі
«Генеало́гія мора́лі» — один із небагатьох систематично написаних та завершених творів Фрідріха Ніцше.
У ній Ніцше показує виникнення моральних категорій як багатовікового процесу трансформації нормативних категорій (що регулюють функціонування суспільств): зникнення їхньої естетичної складової на користь свого роду антиестетичної моралі, яку мали запропонувати юдаїзм і християнство.
«Генеалогію» можна розглядати як есе з «історії моралі», що можна прирівняти з «Історією природної релігії» Девіда Г'юма або іншими роботами доби Просвітництва подібного роду. «Генеалогію» також можна читати як продовження другої «Несвоєчасної медитації» і, таким чином, як роботу, присвячену історичності, показану тут як частину стилю мислення та дії, глибоко вкоріненого в основах європейської культури[3].
Тут Ніцше порівнює два стосунки до дійсності: активне ставлення та реактивне ставлення, або образа.
- Активна позиція, характерна для стародавньої аристократії, воїнів та вільних людей, має виходити «зсередини» і бути формою самоствердження свого місця у світі.

Активна позиція, на думку Ніцше, характерна для стародавньої надісторичної свідомості, заснованої на універсальних зразках дії (міф).
- Реактивне ставлення, з іншого боку, є результатом дії «зовнішнього світу» на людей, схильних до дії владних сил (раби), а також віруючих у те, що вони схильні до дії владних сил (жерці, послідовники).

Реактивне ставлення, на думку Ніцше, має бути характерним для релігійного мислення, пов'язаного, з цієї точки зору, з вивченням минулого як способу прочитання волі божества (непереборної сили), вираженої у втручанні в історичний процесс.

## Публікації
- Friedrich Nietzsche. On the Genealogy of Morality, edited by Keith Ansell-Pearson. Translated by Carol Diethe. Cambridge: Cambridge University Press, 2007.